# Побрежє (Видем)
Побрежє (словен. Pobrežje) — поселення в общині Видем, Подравський регіон‎, Словенія.